# Lisle, Illinois
Lisle är en ort (village) i DuPage County, i delstaten Illinois, USA. Enligt United States Census Bureau har orten en folkmängd på 22 539 invånare (2011) och en landarea på 17,7 km².
Navistar International har sitt huvudkontor i Lisle.